# Carsten Höller
Carsten Höller (dicembre 1961) è un artista tedesco.

## Biografia
Nato in Belgio da genitori tedeschi impiegati presso la Comunità Economica Europea, è cresciuto a Bruxelles. Nel 1979 si iscrive alla Facoltà di agronomia dell’Università di Kiel. Negli anni '80 inizia la sua attività di artista, condotta contemporaneamente alle sue ricerche sull'entomologia (nel 1988 ottiene un Dottorato in Fitopatologia, con una tesi sulla comunicazione olfattiva tra gli insetti) che abbandona successivamente all’exploit della sua attività artistica, in particolar modo con il debutto alla Biennale di Venezia del 1993 (sezione “Aperto”). Durante gli anni Novanta raggiunge la notorietà insieme a un gruppo di artisti tra cui Maurizio Cattelan, Douglas Gordon, Pierre Huyghe, Philippe Parreno, Rirkrit Tiravanija e Andrea Zittel. Oggi vive e lavora a Stoccolma, insieme alla moglie, l’artista svedese Miriam Bäckström, con cui ha collaborato per l’allestimento del Padiglione dei Paesi Nordici alla Biennale di Venezia del 2005.

## Attività artistica
Höller utilizza in campo artistico l’approccio scientifico acquisito attraverso gli studi. La sua attività artistica si concentra sulla partecipazione attiva dello spettatore, che diventa protagonista dell’opera fino a ritrovarsi nel contesto di un esperimento da laboratorio. Il suo lavoro risulta abbastanza eterogeneo, abbracciando diversi elementi del quotidiano, ma sono soprattutto le sculture scivolo a farlo conoscere maggiormente al grande pubblico.

### Sculture scivolo
Per Höller l’esperienza di scivolare rimanda ad una perdita d’orientamento, una metafora di uno spostamento inconscio, oltre che ad essere un mezzo di trasporto eco-compatibile. L’interazione fra il pubblico, l’opera e lo spazio che la ospita resta il punto centrale della sua ricerca artistica. Gli scivoli sono considerati oggetti ludici per i bambini, raramente utilizzati da adulti; decontestualizzati dal loro ambiente queste strutture diventano oggetti utilizzabili dai visitatori del museo. Da questa esperienza scaturiscono reazioni psichiche e fisiche intense, che sono l’oggetto di studio dello scienziato-artista.
La serie degli scivoli ha inizio con Valerio I e Valerio II presentati alla Biennale di Berlino del 1998. Il nome fa riferimento a un fenomeno in voga in Italia all’epoca nei luoghi affollati, dove era frequente sentire urlare “Valerio” senza un motivo specifico. L’esempio più celebre dell’uso di queste strutture è Test Site, l’installazione del 2006 realizzata per la Tate Modern di Londra, con questo lavoro Höller avvia una riflessione sulla possibilità di collocare gli scivoli in contesti urbani.

#### Test Site (2006)
Presentato alla Tate Modern di Londra nel 2006 e riproposto (in misura minore) in altri paesi come Germania (Bundeskunsthalle, Bonn) e Italia (Palazzo Strozzi, Firenze). L’installazione originale è formata da cinque turbine-scivolo che collegano i piani alti degli spazi di allestimento al piano terra. L'opera non è intesa come un oggetto, ma come una piattaforma di interazioni. Nella sua arte, Höller pone una critica all’utilitarismo che governa il mondo contemporaneo, affermando il valore del "lasciar andare" come qualcosa di intrinsecamente vitalizzante, liberatorio e di affermazione della vita. Il pubblico di Test Site può scegliere se scivolare o meno; tutto dipende dalla volontà del singolo spettatore.

#### Doubt (2016)
Gli scivoli sono protagonisti anche all’interno degli spazi di Pirelli HangarBicocca a Milano, dove, nel 2016, viene allestita la mostra Doubt, dove emerge un'altra tematica centrale nel lavoro dell'artista: il dubbio. La mostra, a cura di Vicente Todolí, si espande attraverso due percorsi speculari e paralleli; esemplificativa di ciò diventa l’opera Decision: sta allo spettatore superare i dubbi e decidere quale dei due scivoli percorrere arrivando così alla formazione di esperienze di visita simmetriche.
Per Höller la scelta è insita nell’opera d’arte e sin dall’inizio della mostra l’installazione Y (2003), formata da numerose lampadine che si accendono a intermittenza, pone il dubbio sulla direzione da scegliere. Doubt presenta oltre venti opere, sia storiche che nuove produzioni. Grandi installazioni, video e fotografie giocano con le coordinate spaziali e temporali del luogo espositivo, sviluppando un viaggio tra simmetria e ribaltamento.
Il percorso espositivo alterna lavori che rimandano a esperimenti ottici – tra cui Upside-Down Goggles (1994 – in corso), con i quali l’artista invita il pubblico a vedere il mondo capovolto – a quelli legati a una dimensione ludica – come Two Flying Machines (già 2015- Hayward Gallery at Southbank Centre-London), con le quali si può sperimentare la sensazione del volo o Double Carousel (2011- ), in cui due giostre, inserite in un'architettura ruotano lentamente, rovesciando il concetto di “divertimento”, portandolo all’esasperazione e alla noia.

#### The Florence Experiment (2018)
L’esperienza dello spettatore parte ancora da uno scivolo nel progetto in collaborazione con Stefano Mancuso, all’interno della mostra curata da Arturo Galansino negli spazi di Palazzo Strozzi a Firenze (aprile - agosto 2018), nella quale Höller propone una riflessione sul rapporto tra esseri umani e piante. Il progetto indaga il modo in cui l’uomo vede, conosce e interagisce con un organismo vegetale, trasformando il centro espositivo fiorentino in uno spazio di sperimentazione scientifica e artistica. L’esperienza è articolata in due fasi: nella prima lo spettatore percorre uno scivolo con in mano una pianta, che in seguito viene consegnata ad un'equipe di scienziati i quali si occupano dell'analisi dei parametri fotosintetici, paragonandole poi con quelli delle piante che non hanno passato l'iter dello scivolo. La seconda parte ha luogo all'interno di due piccole sale cinematografiche in cui vengono proiettati spezzoni di film comici o horror: i condotti di aerazione delle sale raccolgono i composti chimici volatili emessi dagli spettatori, per portarli alla facciata del palazzo, dove si trovano piante di glicine. L’obiettivo è verificare quali delle due emozioni, se quella di paura o di divertimento, influisce di più nella crescita delle piante.

### Nuove forme di percezione
Höller ha contribuito ad avvicinare l’esperienza dell’arte al pubblico, sollecitando reazioni insolite. Tra il visitatore e le opere d’arte si costruiscono dei “sistemi sincronici”, meccanismi di osservazione-interpretazione-interazione che si sviluppano tra chi fruisce l’opera e l’opera stessa.

#### Synchro System (2000)
Il progetto espositivo Synchro System realizzato per la Fondazione Prada stimola visivamente, intellettualmente e psicologicamente il pubblico, mediante una serie di labirinti e percorsi sensoriali. Una delle installazioni più famose del progetto è Upside Down Mushroom Room (2000 e dal 2018 fissa) che si interroga sulla visione del mondo. Dopo un breve corridoio in totale oscurità, lo spettatore entra in una sala dove le pareti di colore bianco ottico contrastano con il rosso scarlatto dei cappelli di funghi, di dimensione e forma variegata, capovolti a testa in giù. Per la sua installazione utilizza la specie dell'Amanita Muscaria, una tipologia di funghi altamente velenosi e particolarmente noti per i loro effetti psichedelici. Il contrasto tra l’oscurità e luce degli ambienti, unito alla posizione dei funghi porta all’alterazione dell’equilibrio psicofisico dello spettatore.
I funghi sono diventati una caratteristica frequente del lavoro di Höller dal 1994. Da allora ha realizzato diversi lavori con l'Amanita muscaria, tra cui la serie Mushroom Suitcase (2001/2008). Ha anche creato opere fotografiche basate sul fungo agarico, intitolate Mushroom Print (2003) e Soma Series (2008). 

#### Soma (2010)
Nella mostra Soma, presentata presso la Hamburger Bahnhof a Berlino l’artista ha offerto ai visitatori la possibilità di dormire su un letto sospeso in compagnia di dodici renne vive, canarini, topi, mosche e alcuni funghi giganti, trasformando l’installazione artistica in una visione psichedelica con lo scopo di poterne studiare gli effetti sulla percezione umana. Il titolo fa riferimento al termine sanscrito che indica il succo ricavato da una pianta utilizzata per le offerte sacrificali nella religione vedica; la bevanda ha effetto allucinogeno se assunta. Il succo sacro ha anche proprietà terapeutiche: guarire le malattie, dare fecondità e felicità, migliorando le qualità percettive. Soma, però, è anche il termine conosciuto nei paesi nordici per indicare la bevanda ricavata dal fungo Amanita muscaria (lo stesso dell’installazione Prada). L’Amanita pare fosse ricercatissima dai coriachi, popolazione indigena dell’estremo oriente della Russia, i quali erano disposti a pagare molto alto il suo prezzo: un fungo soltanto valeva una intera renna. L’intenzione dell’artista è quello di indurre il visitatore della mostra a rivivere per una notte gli stessi effetti allucinogeni della bevanda Soma.
Altre opere che includono animali sono House for Pigs and People, una costruzione realizzata con Rosemarie Trockel che è stata esposta in Documenta X, Loverfinches (1992-1994), Aquarium (1996), The Belgian Problem (2007), Singing Canaries Mobile (2009) e, con Rosemarie Trockel, Mosquito Bus (1996), Addina (1997), Bee House (1999), Silverfish House (1999) e Eyeball: a House for Pigeons, People, and Rats (2000).